# 萨拉姆贝克·哈吉耶夫
萨拉姆贝克·纳伊博维奇·哈吉耶夫（俄语：Саламбе́к Наи́бович Хаджи́ев；1941年1月7日—2018年3月2日），苏联及俄罗斯联邦車臣裔商人、政治家、科学院通讯院士。1995年在第一次车臣战争中担任车臣共和国政府总理。

## 生平
1941年，出生于车臣共和国。1962年，毕业于格罗兹尼石油学院。1967年，任格罗兹尼石油研究所、高级研究员、研究所所长。1990年，荣获通讯院士。1992年，任“格罗兹尼石油化学”公司总经理。1995年，任车臣共和国政府总理。1996年，任国家产业政策委员会主席。1997年，任俄罗斯科学院石油化学合成研究所所长。2018年，去世。